# Cevian

En röd cevian i en blå triangel.

Inom geometrin betecknar en cevian ett linjesegment i en triangel som går från ett av hörnen till den motstående sidan (eller dess förlängning). Exempel på cevianer är bisektriser, höjder och medianer.
Namnet kommer från den italienske ingenjören Giovanni Ceva (1648-1737) som 1678 publicerade det vi idag kallar Cevas sats i De lineis rectis se invicem secantibus statica constructio.

## Längd

Figur 2.

Allmänt kan en cevians längd beräknas enligt Stewarts sats (beteckningar enligt figur 2).
{\displaystyle d={\sqrt {{\frac {mb^{2}+nc^{2}}{a}}-mn}}}

### Median
Om cevianen är en median är {\displaystyle m=n={\frac {a}{2}}}, vilket reducerar Stewarts sats till Apollonios sats
{\displaystyle d={\sqrt {{\frac {b^{2}+c^{2}}{2}}-m^{2}}}={\sqrt {\frac {2b^{2}+2c^{2}-a^{2}}{4}}}}

### Bisektris
Är cevianen en bisektris ges längden av
{\displaystyle d={\sqrt {bc-mn}}}
eller 
{\displaystyle d={\frac {2bc}{b+c}}\cos {\frac {\alpha }{2}}}. med {\displaystyle \alpha =\angle bc}
eller
{\displaystyle d={\frac {2\cdot {\sqrt {bcs(s-a)}}}{b+c}}}, med semiperimetern {\displaystyle s={\frac {a+b+c}{2}}}.

### Höjd
Är cevianen en höjd ges dess längd antingen av Pythagoras sats enligt
{\displaystyle \,d={\sqrt {b^{2}-n^{2}}}={\sqrt {c^{2}-m^{2}}}}
eller av
{\displaystyle d={\frac {2{\sqrt {s(s-a)(s-b)(s-c)}}}{a}}}, med semiperimetern {\displaystyle s={\frac {a+b+c}{2}}}.

## Cevianer med gemensam skärningspunkt

Figur 3. Tre cevianer som skär varandra i punkten O.

För tre cevianer som skär varandra i en gemensam inre punkt gäller allmänt följande samband mellan delningsförhållanden (beteckningar enligt figur 3):
{\displaystyle {\frac {\vec {AF}}{\vec {FB}}}\cdot {\frac {\vec {BD}}{\vec {DC}}}\cdot {\frac {\vec {CE}}{\vec {EA}}}=1} (Cevas sats)
{\displaystyle {\frac {\vec {AO}}{\vec {OD}}}={\frac {\vec {AE}}{\vec {EC}}}+{\frac {\vec {AF}}{\vec {FB}}}}
{\displaystyle {\frac {\vec {OD}}{\vec {AD}}}+{\frac {\vec {OE}}{\vec {BE}}}+{\frac {\vec {OF}}{\vec {CF}}}=1}
{\displaystyle {\frac {\vec {AO}}{\vec {AD}}}+{\frac {\vec {BO}}{\vec {BE}}}+{\frac {\vec {CO}}{\vec {CF}}}=2}
De två sista uttrycken är komplementära, eftersom om vi adderar vänsterleden får
{\displaystyle {\frac {{\vec {AO}}+{\vec {OD}}}{\vec {AD}}}+{\frac {{\vec {BO}}+{\vec {OE}}}{\vec {BE}}}+{\frac {{\vec {CO}}+{\vec {OF}}}{\vec {CF}}}={\frac {\vec {AD}}{\vec {AD}}}+{\frac {\vec {BE}}{\vec {BE}}}+{\frac {\vec {CF}}{\vec {CF}}}=1+1+1=3}
De tre höjderna skär varandra i triangelns ortocentrum. De tre bisektriserna skär varandra i de inskrivna cirkelns medelpunkt. De tre medianerna skär varandra i (den geometriska) tyngdpunkten. De tre cevianerna till de tre vidskrivna cirklarnas tangeringspunkter, vilka även delar omkretsen i två lika delar (en sådan cevian kallas "splitter" på engelska), skär varandra i Nagelpunkten. De tre symmedianerna skär varandra i symmedianpunkten (även kallad Lemoines punkt eller Grebes punkt).